# Ikorodu bois
Els Ikorodu bois són un grup de nois Nigerians que es dediquen a recrear còmicament escenes de produccions multimilionàries de pel·lícules, sèries, videoclips, fotografies i tràilers coneguts mundialment, normalment d'acció, sense cap mena de pressupost i mitjançant els recursos que ells tenen a la ciutat on viuen, Ikorodu (Lagos), d'on s'origina el nom del grup.
L'equip està format per Babatunde Sanni (23 anys), Muiz Sanni (15 anys), Malik Sanni (10 anys) i Fawas Aina (13 anys), 3 germans i un cosí. D'ells, el germà gran és el que acostuma a editar els vídeos i a fer de mànager, mentre que els més joves normalment són els que actuen.
Per dur a terme aquestes recreacions de produccions multimilionàries sense cap mena de pressupost, utilitzen utensilis comuns de la seva llar, com uns carretons que sovint fan passar per cotxes luxosos, com per exemple ferraris, fet que aconsegueixen enganxant el logotip de la marca a la part davantera del carretó. D'altra banda, per fer els títols, acostumen a utilitzar retalls de cartrons.

## Història
El grup online dels Ikorodu bois va néixer el 2017, quan Babatunde, després de varis anys realitzant contingut per l'entreteniment de la seva família, va decidir començar a penjar els vídeos a les diferents xarxes socials. Ell mateix ho explica en una entrevista al Steve Harvey’s TV talk show: 
«Això divertit que fem a casa, que ens fa riure a nosaltres i als nostres pares, ho podríem començar a penjar online.»
És així com després d'uns anys penjant contingut online, les seves petites produccions van acabar convertint-se virals fins a arribar als propis directors, guionistes i actors reals dels films i sèries que estaven recreant, portant-los així a aconseguir un reconeixement mundial important. En un article sobre ells publicat a la revista GQ, expliquen el perquè de l'èxit d'aquests joves nigerians: 
«In their version of Bad Boys for Life, an upside-down bottle of orange soda doubles as a yellow fire hydrant at the front of a shot. It’s these charming touches and attention to detail that has caught the eye of Hollywood, and Netflix, who have sent them equipment and dubbed them “the future of Hollywood.”»

## Èxit
Les tres recreacions que els van portar més èxit van ser el tràiler de Extraction, una escena de Bad boys for life i una escena de la sèrie espanyola La casa de papel, on alguns dels actors principals van compartir els vídeos dels joves a les seves pròpies xarxes socials, felicitant-los. Un dels tweets que van rebre, escrit pels germans Russo, els proposaven i convidaven a que un cop acabada la realització de la seqüela de Extraction, els agradaria que el grup pogués assistir a l'estrena del film en persona.
A causa de tot això, Netflix va decidir regalar als Ikorodu bois un conjunt d'equips de vídeo i altres tecnologies d'última generació perquè en els seus futurs projectes poguessin aconseguir una millor qualitat visual en el producte. D'altra banda, també els va regalar a cadascun d'ells una beca completa en el KAP film & television academy, creada el 2020 pel cineasta Kunle Afolayan, de qui Babatunde en una entrevista amb ell, explica com el considera el seu mentor.
Aquests regals d'equipament que els va fer Netflix però, no van ser els únics que van rebre ja que poc després, la companyia gamer Razer i Red Digital Cinema Camera Company, d'eines cinematogràfiques professionals, també els va enviar més material.
Actualment, a totes les seves xarxes socials tenen centenars de milers de seguidors i milions de visites als seus vídeos.

## Membres
- Babatunde Sanni (23 anys) - Editor i mànager
- Muiz Sanni (15 anys) - Actor
- Fawas Aina (13 anys) - Actor
- Malik Sanni (10 anys) - Actor